# Hannaford (Dakota del Norte)
Hannaford es una ciudad ubicada en el condado de Griggs en el estado estadounidense de Dakota del Norte. En el censo de 2010 tenía una población de 131 habitantes y una densidad poblacional de 230,96 personas por km².

## Geografía
Hannaford se encuentra ubicada en las coordenadas 47°18′51″N 98°11′20″O / 47.31417, -98.18889. Según la Oficina del Censo de los Estados Unidos, Hannaford tiene una superficie total de 0.57 km², de la cual 0.57 km² corresponden a tierra firme y (0%) 0 km² es agua.

## Demografía
Según el censo de 2010, había 131 personas residiendo en Hannaford. La densidad de población era de 230,96 hab./km². De los 131 habitantes, Hannaford estaba compuesto por el 97.71% blancos, el 0% eran afroamericanos, el 2.29% eran amerindios, el 0% eran asiáticos, el 0% eran isleños del Pacífico, el 0% eran de otras razas y el 0% pertenecían a dos o más razas. Del total de la población el 0% eran hispanos o latinos de cualquier raza.